# 14. Kongresswahlbezirk von New York
Der 14. Kongresswahlbezirk von New York ist ein Wahlbezirk für das Repräsentantenhaus der Vereinigten Staaten in New York City, der von der Demokratin Alexandria Ocasio-Cortez vertreten wird.
Zu dem Wahlbezirk gehört der Osten der Bronx mit den Stadtvierteln Morris Park, Parkchester, Pelham Bay und Throgs Neck sowie City Island und der nördlich-zentrale Teil von Queens mit den Stadtvierteln Astoria, College Point, East Elmhurst, Jackson Heights und Woodside. Vor dem Redistricting zur Wahl 2012 gehörte der Großteil dieses Gebietes zum 7. Kongresswahlbezirk von New York.
Von 2003 bis 2013 umfasste der Wahlbezirk den Großteil der East Side von Manhattan, einschließlich der Museum Mile, dem Central Park und die Gegend um das United Nations Headquarters, Roosevelt Island sowie in Queens die Stadtviertel Astoria, Long Island City und Sunnyside.

## Nationale Wahlgänge
| Wahlergebnisse der letzten nationalen Wahlgänge (aktueller Zuschnitt) | Wahlergebnisse der letzten nationalen Wahlgänge (aktueller Zuschnitt) | Wahlergebnisse der letzten nationalen Wahlgänge (aktueller Zuschnitt) |
| --------------------------------------------------------------------- | --------------------------------------------------------------------- | --------------------------------------------------------------------- |
| Jahr                                                                  | Wahl                                                                  | Ergebnis                                                              |
| 2008                                                                  | Präsident                                                             | Obama 76 – 23 %                                                       |
| 2012                                                                  | Präsident                                                             | Obama 81 – 18 %                                                       |
| 2016                                                                  | Präsident                                                             | Clinton 77 – 20 %                                                     |
| 2020                                                                  | Präsident                                                             | Biden 73 – 26 %                                                       |

| Wahlergebnisse der letzten nationalen Wahlgänge (früherer Zuschnitt) | Wahlergebnisse der letzten nationalen Wahlgänge (früherer Zuschnitt) | Wahlergebnisse der letzten nationalen Wahlgänge (früherer Zuschnitt) |
| -------------------------------------------------------------------- | -------------------------------------------------------------------- | -------------------------------------------------------------------- |
| Jahr                                                                 | Amt                                                                  | Ergebnis                                                             |
| 1992                                                                 | Präsident                                                            | Clinton 69 – 23 %                                                    |
| 1996                                                                 | Präsident                                                            | Clinton 70 – 23 %                                                    |
| 2000                                                                 | Präsident                                                            | Gore 70 – 23 %                                                       |
| 2004                                                                 | Präsident                                                            | Kerry 74 – 25 %                                                      |
| 2008                                                                 | Präsident                                                            | Obama 78 – 21 %                                                      |

## Abgedecktes Gebiet
- 1803–1813: [Angaben nicht verfügbar]
- 1813–1823: Montgomery County
- 1823–1833: [Angaben nicht verfügbar]
- 1833–1873: [Angaben nicht verfügbar]
- 1873–1881: [Angaben nicht verfügbar]
- 1881–1893: [Angaben nicht verfügbar]
- 1893–1903: [Angaben nicht verfügbar]
- 1903–1913: [Angaben nicht verfügbar]
- 1913–1945: Teile von Manhattan
- 1945–1983: Teile von Brooklyn
- 1983–1993: Staten Island, Teile von Brooklyn
- 1993–2003: Teile von Brooklyn, Teile von Manhattan, Teile von Queens
- 2003–2013: Teile von Manhattan, Teile von Queens
- 2013–heute: Teile von Queens, Teile von Bronx

In den 1970er Jahren war das Gebiet der 18. Kongresswahlbezirk von New York, und in den 1980er Jahren war es der 15. Kongresswahlbezirk von New York.
1982 wechselte das Gebiet von Brooklyn nach Staten Island und 1992 auf die East Side of Manhattan, die für den größten Teil dessen Existenz zum 17. Kongresswahlbezirk von New York gehörte. 2012 wechselte der Wahlbezirk auf das frühere Gebiet des 7. Kongresswahlbezirk von New York in Queens und der Bronx.

## Liste der im 14. Kongresswahlbezirk New Yorks gewählten Abgeordneten
| Representative             | Partei                      | Zeitraum                              | Anmerkungen | |
| -------------------------- | --------------------------- | ------------------------------------- | --- | --- |
| Wahlbezirk wurde errichtet | Wahlbezirk wurde errichtet  | 1803                                  | | |
| Erastus Root               | Demokratisch-Republikanisch | 4. März 1803 – 3. März 1805           | | |
| John Russell               | Demokratisch-Republikanisch | 4. März 1805 – 3. März 1809           | | |
| Vincent Mathews            | Föderalisten                | 4. März 1809 – 3. März 1811           | | |
| Daniel Avery               | Demokratisch-Republikanisch | 4. März 1811 – 3. März 1813           | redistrictet zum 20. Kongresswahlbezirk von New York | |
| Jacob Markell              | Föderalisten                | 4. März 1813 – 3. März 1815           | | |
| Daniel Cady                | Föderalisten                | 4. März 1815 – 3. März 1817           | | |
| John Herkimer              | Demokratisch-Republikanisch | 4. März 1817 – 3. März 1819           | | |
| John Fay                   | Demokratisch-Republikanisch | 4. März 1819 – 3. März 1821           | | |
| vakant                     | vakant                      | 4. März – 3. Dezember 1821            | Die Wahl zum Repräsentantenhaus der Vereinigten Staaten in New York 1821 fand im April 1821 statt, nachdem die Wahlperiode des Kongress bereits begonnen hatte. Es ist unklar, wann das Ergebnis bekanntgegeben und gewählte Kandidaten ins Amt eingeführt wurden. | Die Wahl zum Repräsentantenhaus der Vereinigten Staaten in New York 1821 fand im April 1821 statt, nachdem die Wahlperiode des Kongress bereits begonnen hatte. Es ist unklar, wann das Ergebnis bekanntgegeben und gewählte Kandidaten ins Amt eingeführt wurden. |
| Alfred Conkling            | Demokratisch-Republikanisch | 3. Dezember 1821 – 3. März 1823       | | |
| Henry R. Storrs            | Adams-Clay Federalist       | 4. März 1823 – 3. März 1825           | | |
| Henry R. Storrs            | Adams                       | 4. März 1825 – 3. März 1829           | | |
| Henry R. Storrs            | Anti-Jacksonian             | 4. März 1829 – 3. März 1831           | | |
| Samuel Beardsley           | Jacksonian                  | 4. März 1831 – 3. März 1833           | redistrictet zum 17. Kongresswahlbezirk von New York | |
| Ransom H. Gillet           | Jacksonian                  | 4. März 1833 – 3. März 1837           | | |
| James B. Spencer           | Demokraten                  | 4. März 1837 – 3. März 1839           | | |
| John Fine                  | Demokraten                  | 4. März 1839 – 3. März 1841           | | |
| Henry Bell Van Rensselaer  | Whig                        | 4. März 1841 – 3. März 1843           | | |
| Charles Rogers             | Whig                        | 4. März 1843 – 3. März 1845           | | |
| Erastus D. Culver          | Whig                        | 4. März 1845 – 3. März 1847           | | |
| Orlando Kellogg            | Whig                        | 4. März 1847 – 3. März 1849           | | |
| George R. Andrews          | Whig                        | 4. März 1849 – 3. März 1851           | | |
| John H. Boyd               | Whig                        | 4. März 1851 – 3. März 1853           | | |
| Rufus W. Peckham           | Demokraten                  | 4. März 1853 – 3. März 1855           | | |
| Samuel Dickson             | Opposition                  | 4. März 1855 – 3. März 1857           | | |
| Erastus Corning            | Demokraten                  | 4. März 1857 – 3. März 1859           | | |
| John H. Reynolds           | Anti-Lecompton Democrat     | 4. März 1859 – 3. März 1861           | | |
| Erastus Corning            | Demokraten                  | 4. März 1861 – 5. Oktober 1863        | zurückgetreten | |
| vakant                     | vakant                      | 5. Oktober 1863 – 7. Dezember 1863    | | |
| John V. L. Pruyn           | Demokraten                  | 7. Dezember 1863 – 3. März 1865       | | |
| Charles Goodyear           | Demokraten                  | 4. März 1865 – 3. März 1867           | | |
| John V. L. Pruyn           | Demokraten                  | 4. März 1867 – 3. März 1869           | | |
| Stephen L. Mayham          | Demokraten                  | 4. März 1869 – 3. März 1871           | | |
| Eli Perry                  | Demokraten                  | 4. März 1871 – 3. März 1873           | redistrictet zum 15. Kongresswahlbezirk von New York | |
| David M. De Witt           | Demokraten                  | 4. März 1873 – 3. März 1875           | | |
| George M. Beebe            | Demokraten                  | 4. März 1875 – 3. März 1879           | | |
| John W. Ferdon             | Republikaner                | 4. März 1879 – 3. März 1881           | | |
| Lewis Beach                | Demokraten                  | 4. März 1881 – 3. März 1885           | redistrictet vom 15. Kongresswahlbezirk von New York | |
| William G. Stahlnecker     | Demokraten                  | 4. März 1885 – 3. März 1893           | | |
| John R. Fellows            | Demokraten                  | 4. März 1893 – 31. Dezember 1893      | redistrictet vom 6. Kongresswahlbezirk von New York; trat zurück, um als New York County District Attorney zu wirken | |
| vakant                     | vakant                      | 1. Januar 1894 – 30. Januar 1894      | | |
| Lemuel E. Quigg            | Republikaner                | 30. Januar 1894 – 3. März 1899        | | |
| William A. Chanler         | Demokraten                  | 4. März 1899 – 3. März 1901           | | |
| William H. Douglas         | Republikaner                | 4. März 1901 – 3. März 1903           | redistrictet zum 15. Kongresswahlbezirk von New York | |
| Ira E. Rider               | Demokraten                  | 4. März 1903 – 3. März 1905           | | |
| Charles A. Towne           | Demokraten                  | 4. März 1905 – 3. März 1907           | | |
| William Willet, Jr.        | Demokraten                  | 4. März 1907 – 3. März 1911           | | |
| John J. Kindred            | Demokraten                  | 4. März 1911 – 3. März 1913           | | |
| Jefferson M. Levy          | Demokraten                  | 4. März 1913 – 3. März 1915           | redistrictet vom 13. Kongresswahlbezirk von New York | |
| Michael F. Farley          | Demokraten                  | 4. März 1915 – 3. März 1917           | | |
| Fiorello H. LaGuardia      | Republikaner                | 4. März 1917 – 31. Dezember 1919      | zurückgetreten | |
| vakant                     | vakant                      | 1. Januar 1920 – 2. November 1920     | | |
| Nathan D. Perlman          | Republikaner                | 2. November 1920 – 3. März 1927       | | |
| William I. Sirovich        | Demokraten                  | 4. März 1927 – 17. Dezember 1939      | im Amt verstorben | |
| vakant                     | vakant                      | 17. Dezember 1939 – 6. Februar 1940   | | |
| Morris Michael Edelstein   | Demokraten                  | 6. Februar 1940 – 4. Juni 1941        | im Amt verstorben | |
| vakant                     | vakant                      | 4. Juni 1941 – 29. Juli 1941          | | |
| Arthur George Klein        | Demokraten                  | 29. Juli 1941 – 3. Januar 1945        | | |
| Leo F. Rayfiel             | Demokraten                  | 3. Januar 1945 – 13. September 1947   | zurückgetreten | |
| vakant                     | vakant                      | 14. September 1947 – 3. November 1947 | | |
| Abraham J. Multer          | Demokraten                  | 4. November 1947 – 3. Januar 1953     | redistrictet zum 13. Kongresswahlbezirk von New York | |
| John J. Rooney             | Demokraten                  | 3. Januar 1953 – 31. Dezember 1974    | Redistrictet vom 12. Kongresswahlbezirk von New York, zurückgetreten | |
| vakant                     | vakant                      | 1. Januar 1975 – 2. Januar 1975       | | |
| Frederick W. Richmond      | Demokraten                  | 3. Januar 1975 – 25. August 1982      | zurückgetreten | |
| vakant                     | vakant                      | 26. August 1982 – 2. Januar 1983      | | |
| Guy V. Molinari            | Republikaner                | 3. Januar 1983 – 31. Dezember 1989    | redistrictet vom 17. Kongresswahlbezirk von New York, zurückgetreten | |
| vakant                     | vakant                      | 1. Januar 1990 – 19. März 1990        | | |
| Susan Molinari             | Republikaner                | 20. März 1990 – 3. Januar 1993        | redistrictet zum 13. Kongresswahlbezirk von New York | |
| Carolyn B. Maloney         | Demokraten                  | 3. Januar 1993 – 3. Januar 2013       | redistrictet zum 12. Kongresswahlbezirk von New York | |
| Joseph Crowley             | Demokraten                  | 3. Januar 2013 – 3. Januar 2019       | redistrictet vom 7. Kongresswahlbezirk New Yorks, verlor die Nominierung 2018 | |
| Alexandria Ocasio-Cortez   | Demokraten                  | 3. Januar 2019 −                      | Gewählt 2018, 2020, 2022 und 2024 | |

## Wahlergebnisse
[Für 1872 – 1994 sind die Daten nicht verfügbar.]
| Partei          | Partei              | Kandidat              | Stimmen | %    |
| --------------- | ------------------- | --------------------- | ------- | ---- |
|                 | Demokraten          | Carolyn B. Maloney    | 130.175 | 72,4 |
|                 | Republikaner        | Jeffrey E. Livingston | 42.641  | 23,7 |
|                 | Grüne               | Thomas K. Leighton    | 3.512   | 2,0  |
|                 | Conservative (N.Y.) | Joseph A. Lavezzo     | 2.188   | 1,2  |
|                 | Right to Life       | Delco L. Cornett      | 1.221   | 0,7  |
| Vorsprung       | Vorsprung           | Vorsprung             | 87.534  | 48,7 |
| Wahlbeteiligung | Wahlbeteiligung     | Wahlbeteiligung       | 179.737 | 100  |

| Partei          | Partei          | Kandidat               | Stimmen | %    | ±     |
| --------------- | --------------- | ---------------------- | ------- | ---- | ----- |
|                 | Demokraten      | Carolyn B. Maloney     | 111.072 | 77,4 | +5,0  |
|                 | Republikaner    | Stephanie E. Kupferman | 32.458  | 22,6 | −1,1  |
| Vorsprung       | Vorsprung       | Vorsprung              | 78.614  | 54,8 | +6,1  |
| Wahlbeteiligung | Wahlbeteiligung | Wahlbeteiligung        | 143.530 | 100  | −20,1 |

| Partei          | Partei          | Kandidat            | Stimmen | %    | ±     |
| --------------- | --------------- | ------------------- | ------- | ---- | ----- |
|                 | Demokraten      | Carolyn B. Maloney  | 148.080 | 73,9 | −3,5  |
|                 | Republikaner    | C. Adrienne Rhodes  | 45.453  | 22,7 | +0,1  |
|                 | Grüne           | Sandra Stevens      | 4.869   | 2,4  | +2,4  |
|                 | Independence    | Frederick D. Newman | 1,946   | 1.0  | +1,0  |
| Vorsprung       | Vorsprung       | Vorsprung           | 102.627 | 51,2 | −3,6  |
| Wahlbeteiligung | Wahlbeteiligung | Wahlbeteiligung     | 200.348 | 100  | +39,6 |

| Partei          | Partei          | Kandidat           | Stimmen | %    | ±     |
| --------------- | --------------- | ------------------ | ------- | ---- | ----- |
|                 | Demokraten      | Carolyn B. Maloney | 95.931  | 75,3 | +1,4  |
|                 | Republikaner    | Anton Srdanovic    | 31.548  | 24,7 | +2,0  |
| Vorsprung       | Vorsprung       | Vorsprung          | 64.383  | 50,5 | −0,7  |
| Wahlbeteiligung | Wahlbeteiligung | Wahlbeteiligung    | 127.479 | 100  | −36,4 |

| Partei          | Partei          | Kandidat           | Stimmen | %    | ±     |
| --------------- | --------------- | ------------------ | ------- | ---- | ----- |
|                 | Demokraten      | Carolyn B. Maloney | 186.688 | 81,1 | +5,8  |
|                 | Republikaner    | Anton Srdanovic    | 43.623  | 18,9 | −5,8  |
| Vorsprung       | Vorsprung       | Vorsprung          | 143.065 | 62,1 | +11,6 |
| Wahlbeteiligung | Wahlbeteiligung | Wahlbeteiligung    | 230.311 | 100  | +80,7 |

| Partei          | Partei          | Kandidat           | Stimmen | %    | ±     |
| --------------- | --------------- | ------------------ | ------- | ---- | ----- |
|                 | Demokraten      | Carolyn B. Maloney | 119.582 | 84,5 | +3,4  |
|                 | Republikaner    | Danniel Maio       | 21.969  | 15,5 | −3,4  |
| Vorsprung       | Vorsprung       | Vorsprung          | 97.613  | 69,0 | +6,9  |
| Wahlbeteiligung | Wahlbeteiligung | Wahlbeteiligung    | 141.551 | 100  | −38,5 |

| Partei          | Partei          | Kandidat           | Stimmen | %    | ±     |
| --------------- | --------------- | ------------------ | ------- | ---- | ----- |
|                 | Demokraten      | Carolyn B. Maloney | 183.239 | 79,9 | −4,6  |
|                 | Republikaner    | Robert G. Heim     | 43.385  | 18,9 | +3,4  |
|                 | Libertäre       | Isaiah Matos       | 2.659   | 1,2  | +1,2  |
| Vorsprung       | Vorsprung       | Vorsprung          | 139.854 | 61,0 | −8,0  |
| Wahlbeteiligung | Wahlbeteiligung | Wahlbeteiligung    | 229.283 | 100  | +62,0 |

| Partei          | Partei              | Kandidat            | Stimmen | %    | ±     |
| --------------- | ------------------- | ------------------- | ------- | ---- | ----- |
|                 | Demokraten          | Carolyn B. Maloney  | 107.327 | 75,1 | −4,8  |
|                 | Republikaner        | David Ryan Brumberg | 32.065  | 22,4 | +3,5  |
|                 | Conservative (N.Y.) | Timothy J. Healy    | 1.8.1   | 1,3  | +1,3  |
|                 | Independence        | Dino L. LaVerghetta | 1.617   | 1,1  | +1,1  |
| Vorsprung       | Vorsprung           | Vorsprung           | 75.262  | 52,7 | −8,3  |
| Wahlbeteiligung | Wahlbeteiligung     | Wahlbeteiligung     | 142.900 | 100  | −37,7 |

| Partei          | Partei              | Kandidat                     | Stimmen | %      |
| --------------- | ------------------- | ---------------------------- | ------- | ------ |
|                 | Demokraten          | Joseph Crowley               | 116.117 |        |
|                 | Working Families    | Joseph Crowley               | 4.644   |        |
|                 | zusammen            | Joseph Crowley (Amtsinhaber) | 120.761 | 83,2   |
|                 | Republikaner        | William Gibbons              | 19.191  |        |
|                 | Conservative (N.Y.) | William Gibbons              | 2.564   |        |
|                 | zusammen            | William Gibbons              | 21.755  | 15,0   |
|                 | Grüne               | Anthony Gronowicz            | 2.570   | 1,8    |
|                 | –                   | Leer/Ungültig/Andere         | 25.915  | 0      |
| Wahlbeteiligung | Wahlbeteiligung     | Wahlbeteiligung              | 145.086 | 100,00 |
|                 | Demokraten halten   | Demokraten halten            | Swing   |        |

| Partei          | Partei              | Kandidat                     | Stimmen | %     |
| --------------- | ------------------- | ---------------------------- | ------- | ----- |
|                 | Demokraten          | Joseph Crowley               | 45.370  | 67,34 |
|                 | Working Families    | Joseph Crowley               | 4.982   | 7,39  |
|                 | zusammen            | Joseph Crowley (Amtsinhaber) | 50.352  | 74,74 |
|                 | Conservative (N.Y.) | Elizabeth Perri              | 6.735   | 10,00 |
|                 | –                   | Leer/Ungültig/Write-In       | 10.285  | 15,27 |
| Wahlbeteiligung | Wahlbeteiligung     | Wahlbeteiligung              | 67.372  | 100   |

| Partei          | Partei              | Kandidat             | Stimmen | %      |
| --------------- | ------------------- | -------------------- | ------- | ------ |
|                 | Demokraten          | Joseph Crowley       | 138.367 | 70,13  |
|                 | Working Families    | Joseph Crowley       | 7.317   | 3,71   |
|                 | Women’s Equality    | Joseph Crowley       | 1.903   | 0,96   |
|                 | Total               | Joseph Crowley       | 147.587 | 74,80  |
|                 | Republikaner        | Frank J. Spotorno    | 26.891  | 13,63  |
|                 | Conservative (N.Y.) | Frank J. Spotorno    | 3.654   | 1,85   |
|                 | zusammen            | Frank J. Spotorno    | 30.545  | 15,48  |
|                 | –                   | Leer/Ungültig/Andere | 19.169  | 9,72   |
| Wahlbeteiligung | Wahlbeteiligung     | Wahlbeteiligung      | 197.301 | 100,00 |
|                 | Demokraten halten   | Demokraten halten    | Swing   |        |

| Partei          | Partei              | Kandidat                 | Stimmen | %      |
| --------------- | ------------------- | ------------------------ | ------- | ------ |
|                 | Demokraten          | Alexandria Ocasio-Cortez | 100.044 | 78,0   |
|                 | Working Families    | Joseph Crowley           | 8.505   | 6,6    |
|                 | Republikaner        | Anthony Pappas           | 17.762  | 13,8   |
|                 | Conservative (N.Y.) | Elizabeth Perri          | 2.028   | 1,6    |
|                 | Reform              | James Dillon             | -       | -      |
| Wahlbeteiligung | Wahlbeteiligung     | Wahlbeteiligung          | 128.339 | 100,00 |

| Partei          | Partei                 | Kandidat                 | Stimmen | %      |
| --------------- | ---------------------- | ------------------------ | ------- | ------ |
|                 | Demokraten             | Alexandria Ocasio-Cortez | 152.661 | 71,6   |
|                 | Republikaner           | John Cummings            | 58.440  | 27,4   |
|                 | Serve America Movement | Michelle Caruso-Cabrera  | 2.000   | 0,9    |
| Wahlbeteiligung | Wahlbeteiligung        | Wahlbeteiligung          | 213.323 | 100,00 |

| Partei          | Partei              | Kandidat                 | Stimmen | %      |
| --------------- | ------------------- | ------------------------ | ------- | ------ |
|                 | Demokraten          | Alexandria Ocasio-Cortez | 82.453  | 70,7   |
|                 | Republikaner        | Tina Forte               | 58.440  | 27,4   |
|                 | Conservative (N.Y.) | Desi Cuellar             | 2.208   | 1,9    |
| Wahlbeteiligung | Wahlbeteiligung     | Wahlbeteiligung          | 116.596 | 100,00 |

| Partei          | Partei          | Kandidat                 | Stimmen | %      |
| --------------- | --------------- | ------------------------ | ------- | ------ |
|                 | Demokraten      | Alexandria Ocasio-Cortez | 132.714 | 69,2   |
|                 | Republikaner    | Tina Forte               | 59.078  | 30,8   |
| Wahlbeteiligung | Wahlbeteiligung | Wahlbeteiligung          | 191.792 | 100,00 |

## Historische Grenzen des Wahlbezirks

2023 bis 2025
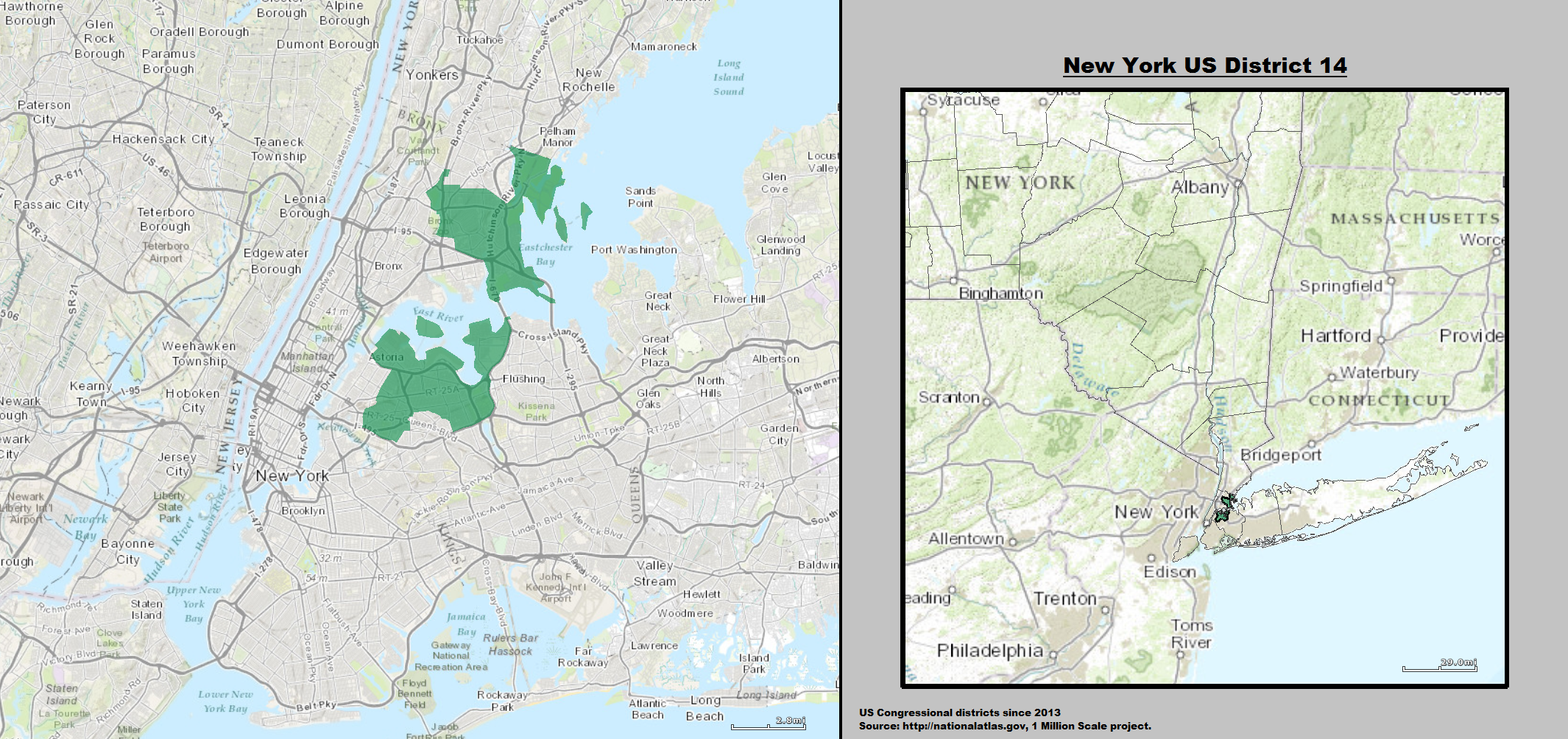
2013 bis 2023
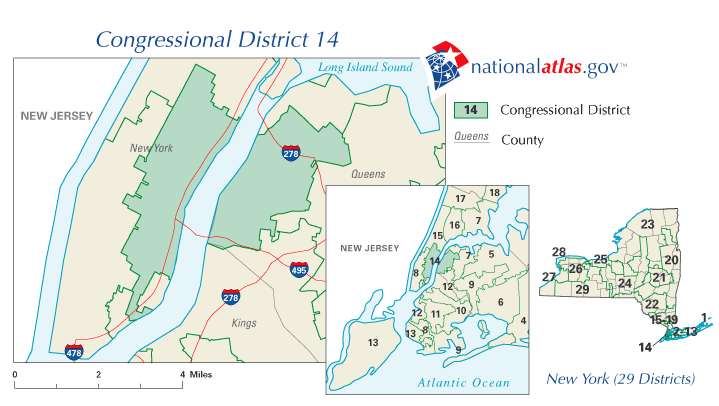
2003 bis 2013